# Partito dei Lavoratori (Tunisia)
Il Partito dei Lavoratori (in arabo حزب العمال‎?, Ḥizb al-ʿUmmāl, in francese Parti des travailleurs ) è un partito comunista di ispirazione hoxhaista fondato in Tunisia nel 1986.
La formazione è nota anche con la denominazione di Partito Comunista degli Operai di Tunisia (Parti Communiste des Ouvriers de Tunisie).
Dal 2013 al 2019 il partito ha fatto parte della coalizione del Fronte Popolare, che a sua volta aderisce al raggruppamento del Fronte di Salvezza Nazionale.